# Terroranschlag von Saint-Quentin-Fallavier
Der Terroranschlag von Saint-Quentin-Fallavier war ein mutmaßlich islamistisch motivierter Anschlag am Morgen des 26. Juni 2015, kurz vor 10 Uhr Ortszeit. Bei diesem versuchte ein Attentäter, die Produktionsanlagen von „Air Products & Chemicals“, einer Fabrik für Industriegase in Saint-Quentin-Fallavier nahe der Stadt Lyon, in die Luft zu sprengen. Mehrere Menschen wurden verletzt, ein Mann wurde von dem Attentäter enthauptet.

## Hergang
Der Attentäter war bei einer Transportfirma angestellt und gelangte gemeinsam mit seinem Vorgesetzten, dem späteren Mordopfer, auf das Firmengelände. Da die Lieferfirma regelmäßig die Fabrikanlagen belieferte, war der Täter den Verantwortlichen der Sicherheitskontrolle bekannt und konnte diese ungehindert passieren. Wenig später ereigneten sich mehrere Explosionen auf dem Firmengelände, auf dem zahlreiche Gasflaschen gelagert werden. Dabei wurden zwölf Menschen verletzt. Unmittelbar vor dem Sprengstoffanschlag hatte der Täter seinen Vorgesetzten Hervé Cornara enthauptet. Der Kopf des ermordeten Mannes wurde ungefähr zehn Meter von seinem Körper entfernt an einem Zaun der Fabrik aufgefunden; er war aufgehängt neben zwei Flaggen, die auf den sogenannten Dschihadismus hindeuteten.

## Täter
Der mutmaßliche Täter wurde am Tatort von Feuerwehrleuten überwältigt und gestand die Tat kurze Zeit später. Es handelte sich um Yassin Salhi, einen 35-jährigen Familienvater mit algerischen und marokkanischen Wurzeln, der in einem Vorort von Lyon lebte. Den Ermittlungsbehörden waren Kontakte Salhis zu salafistischen Kreisen bekannt, er war aber weder vorbestraft noch zuvor von den Behörden mit Straftaten in Verbindung gebracht worden. Nachbarn beschrieben Salhi und seine Familie als unauffällig.
Salhi gestand die Tat, bestritt jedoch, aus religiösen Motiven gehandelt zu haben oder ein Dschihadist zu sein. Vielmehr habe er die Tat nach Streitereien mit seiner Frau und seinem Chef, dem späteren Todesopfer, begangen. Diesen Angaben standen die Art der Ermordung sowie das Zurschaustellen des abgetrennten Kopfes neben Fahnen mit Glaubensbekenntnissen zum Islam entgegen; zudem hatte Salhi mit seinem Mobiltelefon ein Foto von sich aufgenommen, auf dem er mit dem Kopf posierte. Die Aufnahme hatte er an ein Mobiltelefon geschickt, das einem sich in Syrien aufhaltenden Kämpfer der Terrororganisation „Islamischer Staat“ zugeordnet wurde.
Am 22. Dezember 2015 erhängte sich Yassin Salhi in der Untersuchungshaft in seiner Zelle im Gefängnis von Fleury-Mérogis.

## Reaktionen
Der französische Staatspräsident François Hollande verließ eine EU-Sitzung in Brüssel, um nach Frankreich zurückzukehren. Innenminister Bernard Cazeneuve reiste zum Ort des Geschehens. Am gleichen Tag wurde für die Region Rhône-Alpes für eine Dauer von drei Tagen die höchste Alarmstufe des Plan Vigipirate ausgerufen.
Im April 2018 wurde Laurence Cornara, der Witwe des Todesopfers Hervé Cornara, der nationale Verdienstorden Ordre national du Mérite verliehen.

## Weitere Anschläge an demselben Tag
An demselben Tag wie der Anschlag von Saint-Quentin-Fallavier ereigneten sich islamistische Anschläge auf ein touristisches Ziel im tunesischen Port El-Kantaoui sowie auf eine Moschee in Kuwait.